# St. Godehard (Rosenthal)

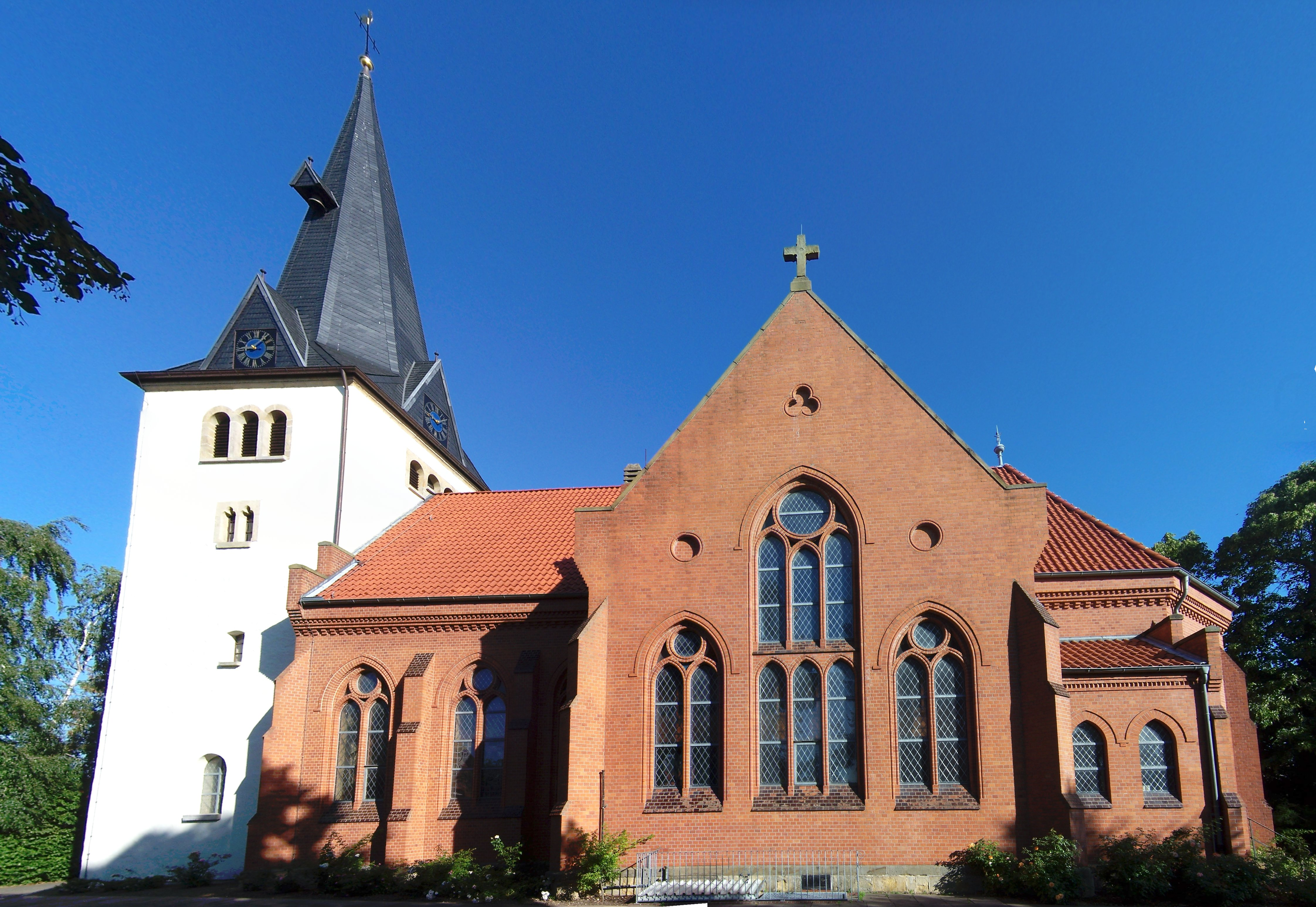
St. Godehard, 2009

Die evangelisch-lutherische denkmalgeschützte Kirche St. Godehard steht in Rosenthal, einer Ortschaft der Stadt Peine im Landkreis Peine in Niedersachsen. Die Kirchengemeinde gehört zum Kirchenkreis Peine im Sprengel Hildesheim-Göttingen der Evangelisch-lutherischen Landeskirche Hannovers.

## Beschreibung
Die neugotische Saalkirche aus Backsteinen auf kreuzförmigem Grundriss wurde 1890 nach Plänen von Conrad Wilhelm Hase an der Stelle einer Kirche aus Bruchsteinen aus dem 14. Jahrhundert erbaut, von der nur der Kirchturm im Westen erhalten geblieben ist, der heute verputzt ist. Das Langhaus hat vor dem dreiseitigen Chor ein Querschiff, dessen breite Fassaden mit monumentalen Fenstern gruppiert ist. 1905 wurde der Turm um ein Geschoss für den Glockenstuhl für die drei Kirchenglocken erhöht. Außerdem wurde er mit einem achtseitigen spitzen schiefergedeckten Helm bedeckt.
Der Innenraum ist mit einem hölzernen, kleeblattförmig kurvierten Tonnengewölbe überspannt, dessen Stichkappen in die Fensteröffnungen einschneiden. Die Gurtbögen der Tonne sind von Halbsäulen unterfangen. Die neugotische Kirchenausstattung ist einfach. 

## Orgel
Die Orgel mit 19 Registern auf zwei Manualen und Pedal wurde 1890 vom Orgelbauer Friedrich Becker in Hannover gebaut und 1912 von Furtwängler & Hammer umgebaut. Die Orgel besitzt seither folgende Disposition:
| I. Manual C–g3 |                       |     |             |
| 1.             | Bordun                | 16′ |             |
| 2.             | Prinzipal             | 08′ | (1912)      |
| 3.             | Flûte Harmonique      | 08′ | (1912)      |
| 4.             | Viola                 | 08′ | (1912)      |
| 5.             | Oktave                | 04′ |             |
| 6.             | Gedecktflöte          | 04′ |             |
| 7.             | Rauschquinte II       |     |             |
| 8.             | Cornett-Mixtur III–IV |     | (1890/1912) |

| II. Manual C–g3 |                  |    |        |
| 09.             | Geigenprinzipal  | 8′ |        |
| 10.             | Lieblich Gedeckt | 8′ |        |
| 11.             | Salzional        | 8′ | (1912) |
| 12.             | Aeoline          | 8′ | (1912) |
| 13.             | Vox Coelestis    | 8′ | (1912) |
| 14.             | Gemshorn         | 4′ |        |

| Pedal C– |               |     |        |
| 15.      | Subbaß        | 16′ |        |
| 16.      | Gedecktbaß    | 16′ | (1912) |
| 17.      | Violon        | 16′ | (1912) |
| 18.      | Prinzipalbass | 08′ |        |
| 19.      | Cello         | 08′ |        |

- Koppeln: II/I, I/P, II/P